# دوغ كروسمان
دوغ كروسمان هو لاعب هوكي جليد كندي، ولد في 13 يونيو 1960 في بيتيربوروغ في كندا.

## وصلات خارجية
- دوغ كروسمان على موقع دوري الهوكي الوطني (الإنجليزية)
- دوغ كروسمان على موقع قاعة مشاهير الهوكي (لاعب أن.إتش.أل) (الإنجليزية)
- دوغ كروسمان على موقع EliteProspects.com (الإنجليزية)
- دوغ كروسمان على موقع HockeyDB.com (الإنجليزية)
- دوغ كروسمان على موقع Hockey-Reference.com (الإنجليزية)